# Parque Nacional de Mokala
Parque Nacional de Mokala (Mokala National Park) é uma reserva estabelecida na área de Plooysburg, a sudoeste de Kimberley, no Cabo Setentrional, na África do Sul, em 19 de junho de 2007. O tamanho do parque é de 26.485 hectares. Mokala é o nome na língua tswana para Vachellia erioloba, uma espécie de árvore típica do interior árido do país e comum na área. Atualmente, existem 70 km de estradas acessíveis no parque nacional.